# Selenia gamra
Selenia gamra är en fjärilsart som beskrevs av Charles E. Rungs 1950. Selenia gamra ingår i släktet Selenia och familjen mätare. Inga underarter finns listade.